# Альбье-Монрон
Альбье-Монрон (фр. Albiez-Montrond) — коммуна во Франции, департамент Савойя, регион Овернь — Рона — Альпы. Входит в состав кантона Сен-Жан-де-Морьен, округ Сен-Жан-де-Морьен. На 2013 год население коммуны составляло 384 человека. Мэр коммуны — Жан Дидье, мандат действует на протяжении 2014—2020 годов. В коммуне находится станция зимних видов спорта.

## Климат
Горный, средняя температура зимой +1, средняя температура летом +20. Ветер: умеренный, доминирующие мистрали: северный (биз) и тёплый сухой (фен). В году более 300 солнечных дней.

## История
До завоевания романами (122—118 гг. до н. э.) территория была населена кельтами. С 888 года деревня входит в состав королевства Бургундов; с 1032 по 1038 гг. является частью Святой империи; в 1860 г. нынешняя Савойя отделяется от Италии и входит в состав Франции.

## Достопримечательности
- Монах из Шамплана — камень высотой более 25 м в Альбье ле Жен.
- Камины фей в Альбье.
- Камень в «чашечках желудей» — скала в Альбье-Монрон. В давние времена здесь приносили жертвы… Камень, на котором можно увидеть оставленные пастухом и его овцами.
- Гигантская барышня с покрытой головой — огромных размеров конструкция, состоящая из двух камней.
- Колокольня в стиле барокко, XVII в.
- Легенды Альбье : Тематические тропы местных легенд. Каждый круг — это семейная 1 — 3 часовая прогулка, позволяющая открыть для себя десяток легенд. В общей сложности 4 круга.
- Производство сыра Бофор (гастрономическая особенность, характерная только для этой местности)…